# Sergej Michalkov

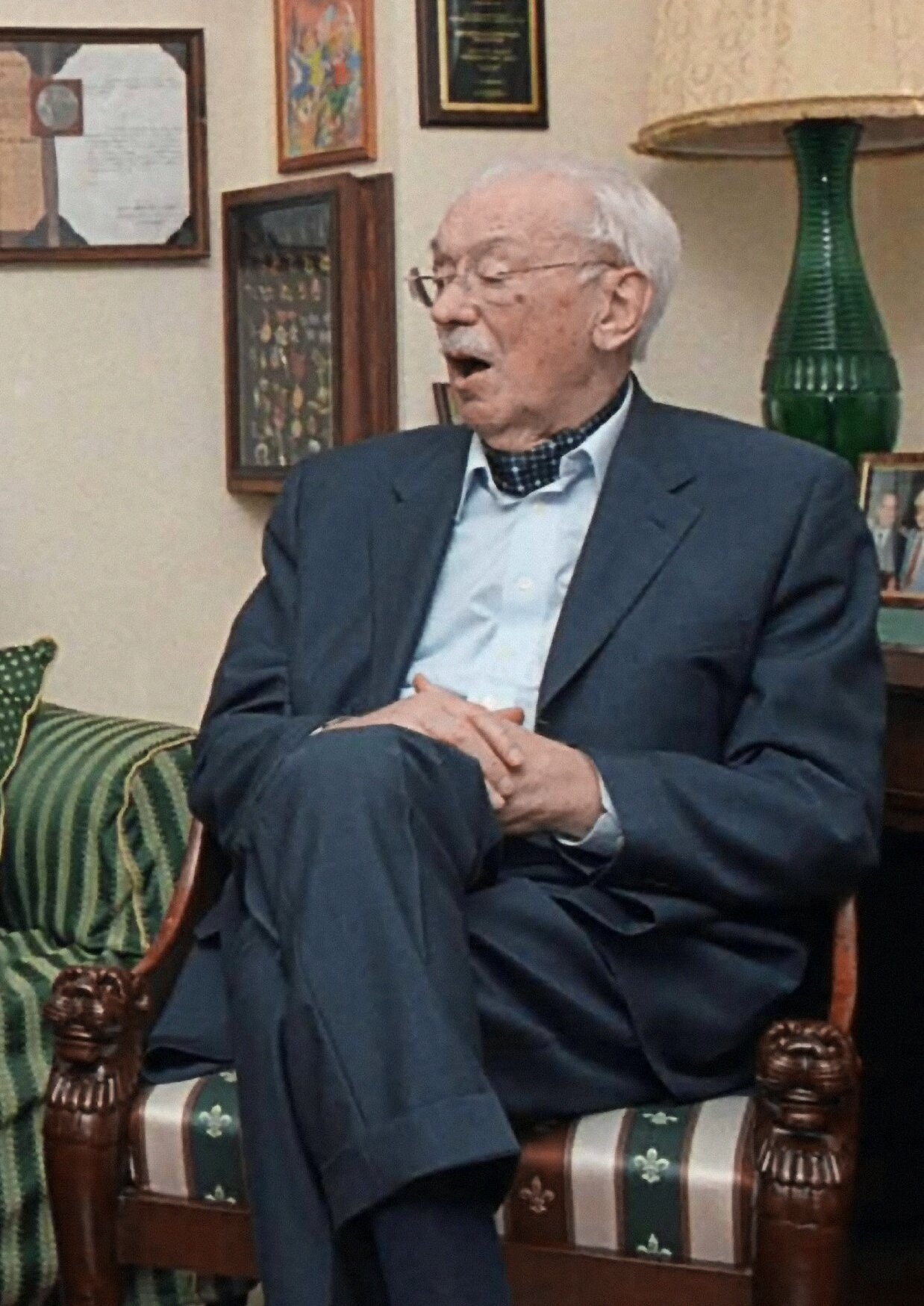
2003

Sergej Vladimirovitsj Michalkov (Russisch: Сергей Владимирович Михалков) (Moskou, 13 maart 1913 - Moskou, 27 augustus 2009) was een Russisch schrijver van satirische fabels, kinderboeken en toneelwerken. Ook was hij tekstdichter van het Russisch volkslied en medeauteur van de Sovjet-hymne, waarvan hij de tekst in 1943 schreef.
Michalkov ontving talloze onderscheidingen, waaronder drie Stalinprijzen en de Orde van Lenin. Hij was de vader van filmmakers Nikita Michalkov en Andrej Kontsjalovski.